# Єфіменко Геннадій Григорійович
Єфіменко Геннадій Григорійович (нар. 25 січня 1971 в смт Марківка Луганської області УРСР) — український історик, кандидат історичних наук, старший науковий співробітник Інституту історії України НАН України. Дослідник історії радянської України 1917—1939 років.

## Біографія
В 1989—1994 роках навчався на історичному факультеті Луганського державного педагогічного інституту ім. Тараса Шевченка Східноукраїнського державного університету ім. В. Даля.
В 1993—1997 роках працював вчителем історії в Марківській середній школі.
В 1997—2000 роках навчався на аспірантурі в Інституті історії України НАН України, 23 лютого 2001 року захистив кандидатську дисертацію на тему «Національно-культурна політика ВКП(б) щодо радянської України (1932—1938)». Науковий керівник — Станіслав Кульчицький.
З 2000 року працює молодшим, а згодом старшим науковим співробітником відділу історії України 20–30-х рр. ХХ ст. Інституту історії України НАН України.
З 2014 року є учасником громадського проекту «Лікбез. Історичний фронт».

## Праці

### Монографії
- Національно-культурна політика ВКП(б) щодо радянської України (1932—1938). — К.: Інститут історії України, 2001. — 304 с.
- Взаємовідносини Кремля та радянської України: економічний аспект (1917—1919 pp.). — К.: Інститут історії України, 2008. — 230 с.
- Статус УСРР та її взаємовідносини з РСФРР: довгий 1920 рік / Відп. ред. С. Кульчицький. — К.: Інститут історії України, 2012. — 367 с.
- Україна радянська. Ілюзії та катастрофи «комуністичного раю» / Заг. ред. Г. Єфіменка. ‒ Х.: КСД, 2017. ‒ 352 с. (у співавторстві з Я. Примаченко та О. Юрковою).

### Документальні публікації
- Кульчицький С., Єфіменко Г. Демографічні наслідки голодомору 1933 р. в Україні. Всесоюзний перепис 1937 р. в Україні: документи та матеріали / НАН України. Ін-т історії України. — К., 2003. — 191 с. (автор статті та упорядник документів).
- Політика коренізації в радянській Україні (1920–1930-ті роки): Науково-допоміжний покажчик / Упорядники та автори вступної статті П.Бондарчук, В.Даниленко, Г.Єфіменко. — К.: Інститут історії України НАН України, 2003.
- Великий Голод в Україні 1932—1933 років: У 4 т. — К., 2008. (Посторінкові примітки до спогадів).
- Національна книга пам'яті жертв Голодомору 1932—1933 років в Україні. — К., 2008. (Співупорядник свідчень).